# Artanthe microstachyum
Artanthe microstachyum là một loài thực vật có hoa trong họ Hồ tiêu. Loài này được (Vahl) Miq. miêu tả khoa học đầu tiên năm 1843.